# ヴァレリー・ボグダノフ
ヴァレリー・ペトローヴィッチ・ボグダノフ（Valery Petrovich Bogdanov、1941年～　）は、ロシア連邦カルムイク共和国副大統領。
1941年ヤシュークル(Yashkul)地区のコルホーズ「ウラン・ヒーチ」(Ulan Kheech)に生まれる。1951年には、父ピョートルが管理者となったコルホーズ「ガシュンスキー」(Gashunsky)に移る。1958年バタイスク(Bataysk)の映画機器学校を卒業後、カメラ機器の機械工として勤務。その後、兵役に就き、海軍に勤務する。退役後、コルホーズ勤務となり、1964年ボルゴグラード農業大学で農学と灌漑技術を学ぶ。以後、農業関係の専門家として郷里の農業委員会やコルホーズに勤務する。1973年農業部門の指導官、1976年コルホーズ「ガシュンスキー」のコルホーズ長。1982年農業省第一次官、土地改良・漁業大臣。1987年から1990年まで農業部責任者を歴任する。1990年ソ連共産党地区委員会第二書記。カルムイク共和国水産委員会議長を経て、1993年副大統領に就任する。